# Piezophidion intricatum
Piezophidion intricatum là một loài bọ cánh cứng trong họ Cerambycidae.